# Tamarana
Tamarana é um município brasileiro do estado do Paraná. O município está localizado aproximadamente a 340 quilômetros de Curitiba e cerca de 50 quilômetros de Londrina, integrando sua região metropolitana. O município possui uma área de 472,155 km², com uma população estimada em 15 277 habitantes (IBGE/2021).

## Etimologia
De acordo com etimologistas, a palavra "tamarana" é um substantivo feminino de origem tupi, derivado de "itama'rana" (i'ta 'pedra' + mara'na 'guerra'), sinônimo de "cuidaru", que se trata de uma arma, em forma de clava, com cerca de um metro de comprimento (dicionário Antonio Houaiss, 2007). Sua origem remonta à lenda de uma princesa indígena guerreira que usava como arma uma clava feita de madeira.

## História
Desde antes da colonização do Paraná por portugueses e espanhóis, a região de Tamarana já era habitada por indígenas. Entre esses povos nativos, os índios Kaigangues até hoje habitam suas terras na Reserva Indígena de Apucaraninha.
Na região de Tamarana, a colonização do médio rio Tibagi foi resultado do loteamento da Fazenda Três Bocas, pertencente ao engenheiro Joaquim Vicente de Castro, que atraiu safristas vindos do Sul de São Paulo e do Norte Pioneiro do Paraná. O início do povoado foi registrado por volta de 1915, quando o pioneiro Olímpio Moraes se estabeleceu e possibilitou a instalação posterior de safristas, iniciando a criação de porcos na região.
A cidade nasceu como Patrimônio de São Roque em 1919, antes do advento do Café no Norte do Paraná, e contou com a participação de vários emigrantes, que vieram para dedicar-se à pecuária e à cana-de-açúcar. Um dos pioneiros a cultivar cana-de-açúcar e a fabricar açúcar foi João Marcondes. Em 1925 foi criada a Companhia de Terras Norte do Paraná que atraiu muitas pessoas de outros estados e intensificou a ocupação de terras na região. Em 1927 várias famílias já haviam se fixado na região de Tamarana, como os Araújo, Marcondes, Vieira, Pinto, Carvalho, Tomé, Aleixo, Barbosa, Maciel e Teixeira.
Mais tarde, a localidade recebeu um influxo de imigrantes japoneses e britânicos. Ainda é visível a toponímia com nomes de família e marcos da época da colonização: Bairro dos Moraes, Bairro dos Moreiras, Bairro dos Fabrícios, Bairro dos Ingleses, Bairro dos Pintos (km 103), Igrejinha do Rio Preto.
O vilarejo de São Roque, em 20 de março de 1930 através do Decreto lei n.º 2.713, passou a ser Distrito Judiciário de São Roque que pertencia ao município de Tibagi. No dia 6 de janeiro de 1939, através de Decreto Governamental, o Distrito Judiciário de São Roque foi desmembrado de Tibagi  anexado ao recém-criado município de Londrina.
Na década de 1930 o povoado viu um crescimento com a chegada do café, tornando-se um micro-polo, mas rapidamente substituída por Londrina, que possuía estrada de ferro. Em 30 de dezembro de 1943, conforme o Decreto-lei Estadual n.º 199, o distrito de São Roque passou a ser denominado de Tamarana. Uma das iniciativas para que houvesse a alteração no nome da localidade, é para que não fosse confundida com a cidade de São Roque, no estado de São Paulo.
Entre as décadas de 1960 e 1970, a região entrou em uma decadência econômica ocasionada pelas queimadas e inverno rigoroso, como nos eventos de 1963, 1965 e 1975. Muitos de seus habitantes migraram para o oeste paranaense, Londrina, Curitiba e Centro-Oeste. A crise acarretou no fim da monocultura do café e do regime de pequenas propriedades familiares. Nos últimos anos, o regime fundiário que predomina são grandes e médias propriedades.
O município foi emancipado através da Lei Estadual nº 11.224 de 13 de dezembro de 1995, sendo desmembrado de Londrina, com o forte apelo da maioria dos moradores. O município foi instalado oficialmente no dia 1º de janeiro de 1997.

## Geografia

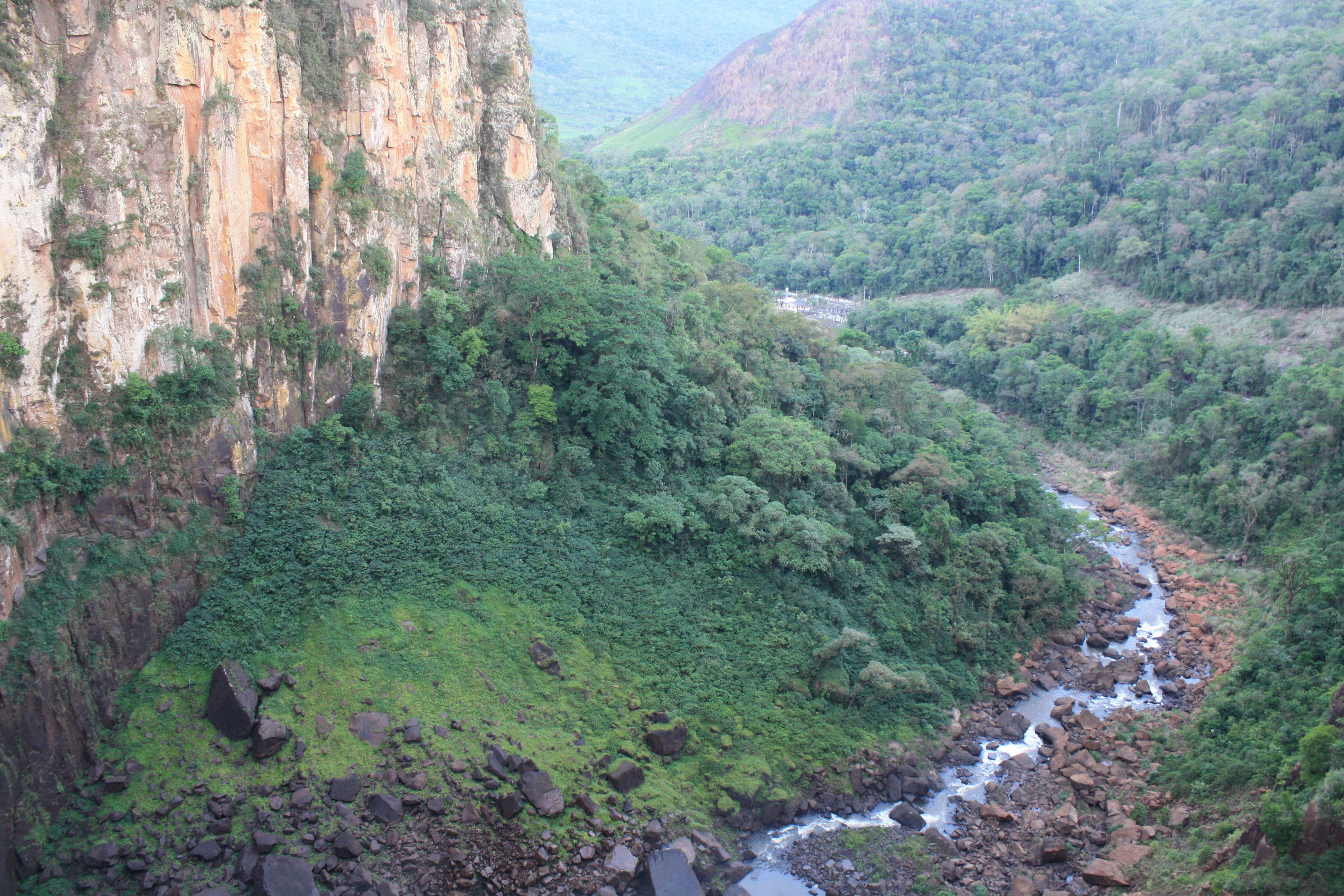
Vista parcial da região do vale do rio Apucaraninha.

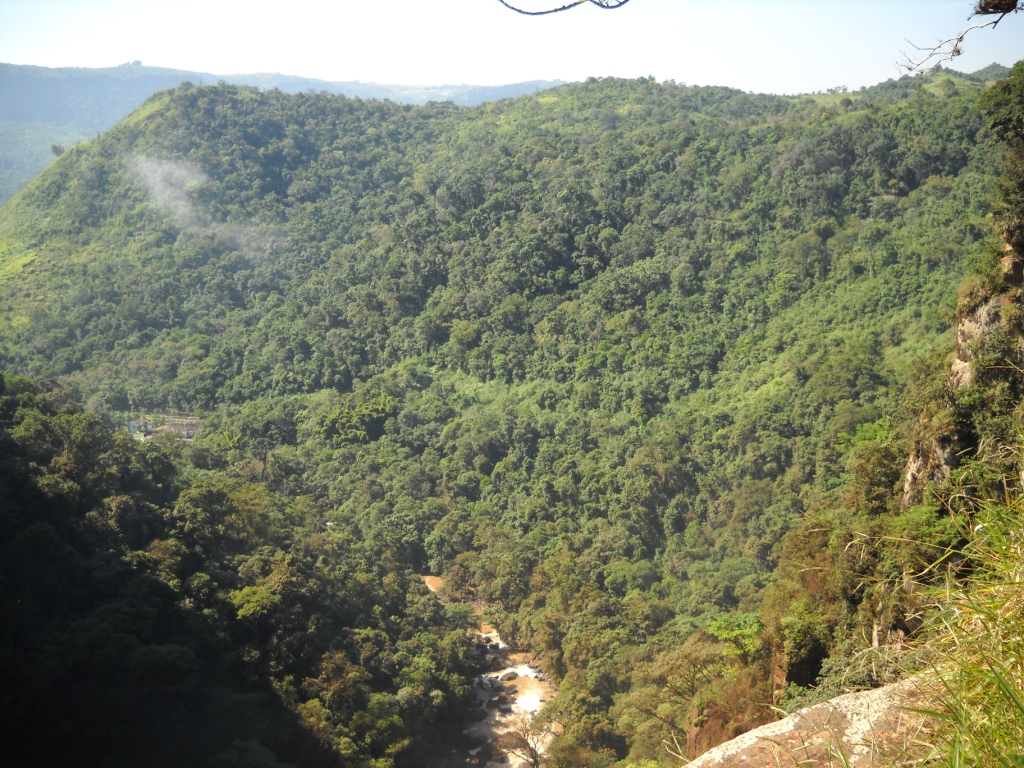
Vista parcial da região do vale do rio Apucaraninha.

Possui uma área de 472,153 km² representando 0,2369% do estado, 0,0838% da região e 0,0056% de todo o território brasileiro. Localiza-se a uma latitude 23°12'22" sul e a uma longitude 51°45'49" oeste, estando a uma altitude de 753 metros. O principal acesso a sede do município se dá pela rodovia PR-445.

### Demografia
De acordo com o IBGE, no Censo de 2010 o município contava com 4.094 domicílios, destes 2.601 domicílios eram considerados próprios e estavam ocupados por famílias.
Ainda de acordo com as informações de 2010, o município possuía 12.262 pessoas, sendo 6.276 homens e 5.986 mulheres, bem como, 5.858 moradores da área urbana e 6.404 moradores da área rural. Sua população estimada em 2021 era de 15 277 habitantes, com uma densidade demográfica de 32,28 hab/km².
Índice de Desenvolvimento Humano Municipal (IDH-M): 0,683
- IDH-Renda: 0,621
- IDH-Longevidade: 0,693
- IDH-Educação: 0,737

## Administração
- Prefeito: Luzia Harue Suzukawa (2025/2028)[2]
- Vice-Prefeito: João Vanite (2025/2028)[2]

## Economia
A base econômica do município são as atividades relacionadas ao agronegócio. Tamarana se consolidou como o maior produtor de gengibre do Paraná, com uma produção média anual de 1,8 milhão de quilos. Em relação as informações dos levantamento do ano de 2020, as principais culturas temporárias no município são soja, trigo, aveia, milho e hortifrutigranjeiros. Outras cultivos menores são o de sorgo, feijão, batata-doce, arroz e tomate. Já as culturas permanentes, o destaque fica para o cultivo de café.
Na pecuária, o destaque fica para os galináceos com 467.658 cabeças, seguido pelo rebanho de bovinos com 15.707 cabeças, rebanho de ovinos com 1.227 indivíduos e rebanho de suínos com 1.202 porcos.

## Turismo

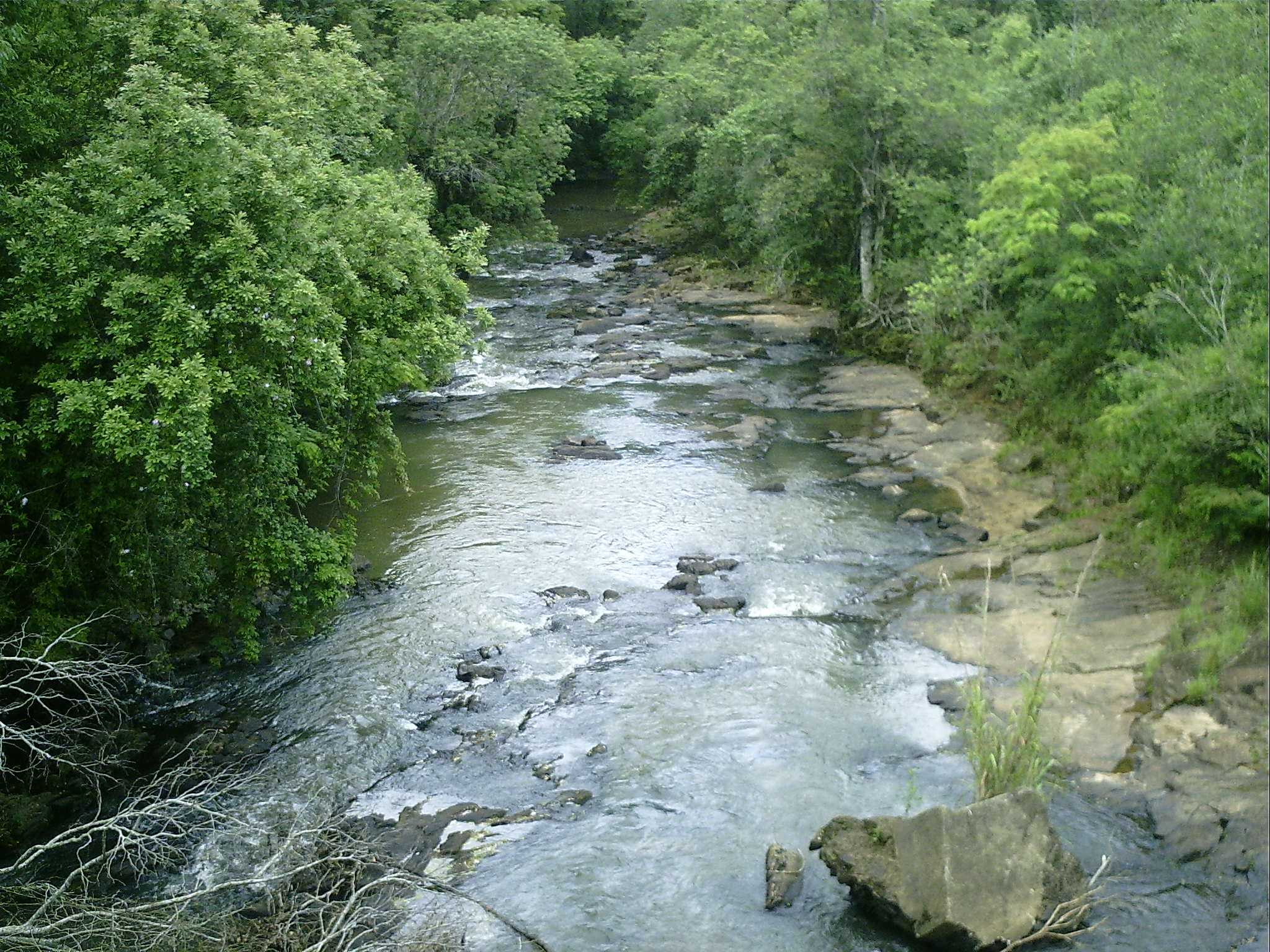
Vista do rio Claro, interior do município de Tamarana.

Com uma vasta área rural e com um relevo bastante acidentado, o interior do município de Tamarana apresenta inúmeras cachoeiras. A exploração turística é considerada recente, sendo o município propício para o desenvolvimento de atividades relacionadas ao turismo rural, de natureza, de aventura e esportes radicais.
Entre os atrativos turísticos está a Serra do Arreio, com quase mil metros de altitude, proporcionando vistas privilegiadas. O Salto do Apucaraninha, na divisa com o município de Londrina, está localizado ao lado da Terra Indígena Apucaraninha e é um dos principais pontos turísticos da região Norte do Paraná. O rio Apucaraninha deságua no vale do rio Tibagi, outro importante ponto muito procurado por turistas. Ainda em 2020 o município produziu aproximadamente 552 mil litros de leite de origem animal e 4.200 kg de mel de abelha.

## Cultura

### Festividades
No mês de agosto acontece a principal festividade católica do município é a Festa de São Roque, padroeiro de Tamarana, em homenagem ao santo Roque de Montpellier, considerado protetor contra a peste e padroeiro dos inválidos. Já no mês de dezembro, Tamarana comemora com diversos eventos o aniversário de emancipação do município.

### Culinária
A culinária local é marcada com uma forte herança indígena e influências da comida da roça, dando origem a diversos pratos caipiras. É comum ainda o churrasco, como a costela fogo de chão.